# Billy George (cầu thủ bóng đá, sinh năm 1895)
William Samuel George (27 tháng 7 năm 1895 – 29 tháng 9 năm 1962) là một cầu thủ bóng đá người Anh thi đấu ở vị trí wing half cho Sunderland.